# Haval
Haval (čínsky: 哈弗; pinyin: Hāfú; stylizováno všemi velkými písmeny) je automobilová značka patřící čínské automobilce Great Wall Motor (GWM), která se specializuje na crossovery a SUV. Haval byl vyčleněn z produktové řady GWM na samostatnou značku v březnu 2013. Od roku 2024 je Haval nejoblíbenější ze všech značek vlastněných společností GWM, jako jsou Tank, Ora a Wey.

## Prodeje
| Rok  | Světové prodeje | Čína    | Rusko   | Brazílie | Saúdská Arábie | Jižní Afrika | Thajsko | Austrálie |
| ---- | --------------- | ------- | ------- | -------- | -------------- | ------------ | ------- | --------- |
| 2013 | 208,652         |         |         |          |                |              |         |           |
| 2014 | 382,071         |         |         |          |                |              |         |           |
| 2015 | 640,200         |         | 2,865   |          |                | 428          |         |           |
| 2016 | 789,164         |         |         |          |                | 357          |         |           |
| 2017 | 849,554         |         | 1,894   |          |                | 47           |         |           |
| 2018 | 766,062         |         | 3,213   |          |                | 178          |         | 1,417     |
| 2019 | 769,454         |         | 12,284  |          |                | 109          |         | 3,107     |
| 2020 | 750,228         |         | 17,381  |          |                | 7,331        |         | 5,235     |
| 2021 | 770,008         |         | 39,126  |          | 5,622          | 7,532        | 795     | 18,384    |
| 2022 | 616,550         | 527,988 | 33,642  |          | 5,072          | 11,401       | 7,044   | 25,042    |
| 2023 | 599,732         | 493,642 | 118,826 | 10,563   |                | 13,936       | 6,908   | 36,397    |